# Burg Sommeregg
Die Burg Sommeregg war in der Epoche der Feudalzeit und der Erbuntertänigkeit bis 1652 Sitz des landesherrlichen Herren und Burggrafen von Sommeregg. 1442 konnte sich das Landgericht Sommeregg von der Grafschaft Ortenburg verselbstständigen, was zu einer Aufwertung der Herrschaft führte.
Die Burg liegt im Ortsteil Schloßau der Katastralgemeinde Treffling in der Gemeinde Seeboden am Millstätter See im österreichischen Bundesland Kärnten. Die Höhenburg erhebt sich auf einer für die Millstätter Berge typischen Kuppen, wurde vor dem Verfall bewahrt und beherbergt gegenwärtig ein Restaurant und ein Foltermuseum zur Zeit der Inquisition.

## Geschichte
Der Fund eines Lappenbeils aus der Urnenfelderkultur bei Treffling lassen vermuten, dass die Gegend und damit der Burgberg als Fluchtort schon vor rund viertausend Jahren besiedelt war.

### Grafen von Ortenburg
Lange galt das Jahr 1237 nach Christus nach unbekannter Quelle als erste urkundliche Erwähnung der Burg Sommeregg, da in diesem Jahr Graf Wilhelm von Malta einem Ortolf von Sommeregg (Graf Hermann II. von Ortenburg ?) Güter am Millstätter See und unter der Burg Sommeregg zu Lehen gegeben haben soll. Heute wird angenommen, dass die Burg bereits um 1187 bestanden hat, da in diesem Jahr in einer Urkunde des Südtiroler Kloster Neustift neben Graf Otto von Ortenburg und Heinrich von Geschieß (dem heutigen Rosenheim bei Baldramsdorf, Gemeinde Spittal an der Drau) ein Witemarus von Sommeregg erwähnt wird. Als ritterliche Dienstmannen und Burggrafen haben die Sommeregger im Auftrag der Ortenburger die Burg ausgebaut. Am 29. Mai 1275 ist die Burg Schauplatz einer festlichen Zusammenkunft, als der Heiratsvertrag zwischen Graf Albert von Görz und der Gräfin Euphemia von Ortenburg-Hardegg unterzeichnet wurde. Von 1338 bis 1344 nennen sich ortenburgische Ministeriale von Sommeregg und gehörten vermutlich ein und derselben Familie an. Sie hatten das Amt des Burggrafen und Kastellans im Ritterstand inne, das die Burghut sowie militärische Unterstützung der Ortenburger Grafen umfasste, wofür ihnen die Abgaben und Dienstleistungen der erbuntertänigen Bauern der Grundherrschaft im Besitz der Burg zustanden. Ab 1344 sind folgende Burggrafen beurkundet: 1344 Otto von Treffen, 1373/74 Kunz der Fleck, 1377–1395 Hans Steierberger, 1406 Hans Malteiner und Liebhart von Katsch, 1410/11 Christoph Hallecker, vor 1442 Jörg von Hallegg (Hallecker).

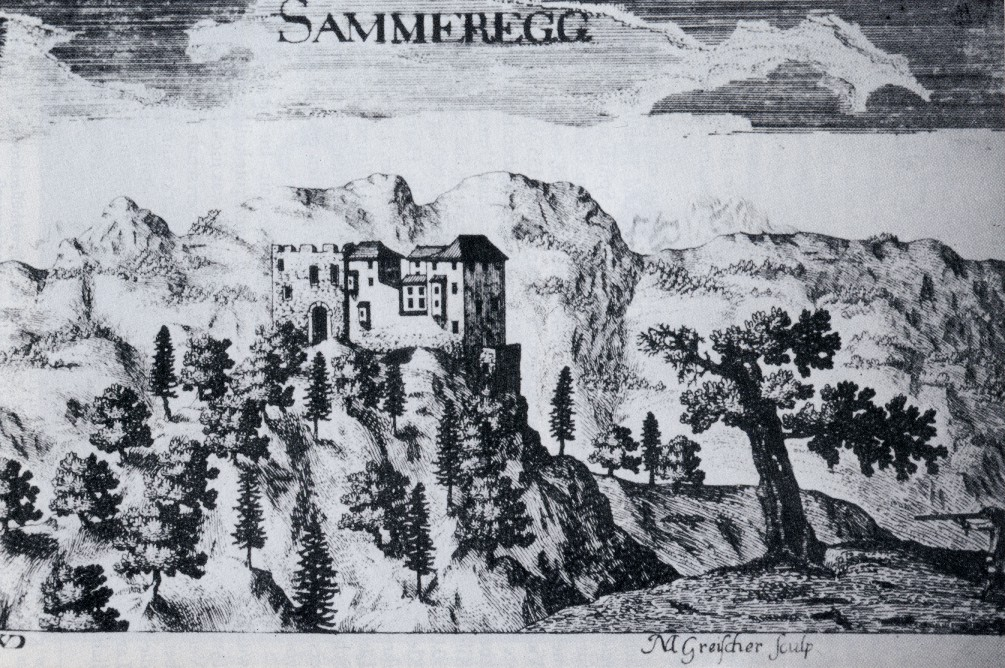
Burg Sommeregg um 1680 gegen Süden in Valvasors Archiducatus Carinthiae

### Grafen von Cilli
Als die Grafen Ortenburg 1418 im Namensträgerstamm erloschen, ging die Grundherrschaft an die Grafen von Cilli über, für welche die Besitzungen in Oberkärnten im Vergleich zu ihren riesigen Besitzungen in Krain und Kroatien relativ unbedeutend waren. Dadurch gewannen die Burggrafen-Familien wie die von Hallegg und Herren von Graben, die den Besitz des Cilli verwalteten, an Einfluss.

#### Herren von Graben
1442 gelangte Sommeregg durch die Heirat des gebürtig aus der Steiermark stammenden Andreas von Graben zu Sommeregg mit Barbara von Hallegg (Hallecker), der Tochter des erwähnten Sommeregger Burggrafen Jörg von Hallegg, als Lehen in den Besitz der Herren von Graben. Der als Hauptmann der Grafschaft und der Burg Ortenburg tätige Andreas von Graben bekam die Grundherrschaft und das Burggrafenamt Sommeregg sowie weitere Einkünfte von Graf Friedrich II. von Cilli als erbliches Lehen. Von Graben machte in der Folge die Burg zu seinem Familiensitz und baute die Trefflinger Kirche als Grablege der Familie repräsentativ aus.

##### Das Landgericht Sommeregg unter den Herren von Graben
Mit der Übernahme des Andreas von Graben verselbstständigte sich das Landgericht Sommeregg von der Grafschaft Ortenburg. Es wies klar definierte Grenzen auf, die sich im Süden zum Millstätter See und zum Seebach, im Westen zur Lieser, im Norden zum Pleßnitzgraben und im Osten zum Tschiernock und zum Tangerner Bach erstreckte. Innerhalb dieses Landesgerichtes war die Herrschaft Sommeregg nicht nur für die eigenen Bauern, sondern auch für diejenigen Bauern aus den Grundherrschaften Gmünd, Spittal an der Drau, Millstatt, der Pfarre Lieseregg und diversen kleineren Gütern zuständig.

### Haus Habsburg

#### Herren von Graben und Freiherren von Rain
Im Jahr 1456 war die Grafschaft Ortenburg nach der Ermordung des letzten Cillier durch den Frieden von Pusarnitz an die Habsburger gelangt, die den von Graben den Lehensbesitz bestätigten. Unter Virgil von Graben wurde Sommeregg 1487 durch ungarische Truppen erobert, zerstört und es gab Auseinandersetzung bei der Besetzung des Bistums Salzburg, für deren Erzbischöfe die Von Graben die Grundherrschaft Sommeregg verwalteten. Durch den Wiederaufbau der Burg erhielt diese einen unregelmäßigen Grundriss und Aufbau. An die alte Burg Sommeregg erinnerte nur mehr ein Rundturm. Aufgrund Virgils nicht rechtmäßiger Ehe mit Dorothea Arnold, geborene Herbst (von Herbstenburg), konnten seine Söhne, worunter Lukas von Graben zum Stein, nicht dessen Güter erben. Deshalb folgten nach Virgils Tod dessen Brüder Ernst und Wolfgang Andreas von Graben als Burggrafen nach. Beide blieben ohne männliche Nachfolger, und so erhielt nach dem Ableben von Ernst im Jahr 1513 dessen Erbtochter Rosina von Graben von Rain von Kaiser Maximilian I. den Lehensbesitz bestätigt. Die Herrschaft Sommeregg hatte zu dieser Zeit ein eigenes Landes- und Halsgericht. 1534 kam Sommeregg unter die Verwaltung ihres Sohnes Hans Joachim von Rain zu Sommeregg, aus dem bayrischen Adelsgeschlecht der Freiherren von Rain.

#### Grafen von Khevenhüller, Hans Wittmann
Hans Joachim Freiherr von Rain zu Sommeregg verlegte den Schwerpunkt seiner Interessen aber wieder nach Bayern und verkaufte 1550 die Grundherrschaft auf dem Millstätter Berg an Christoph Khevenhüller zu Aichelberg. Die Grafen Khevenhüller nannten sich zu dieser Zeit auch "von Aichelberg auf Landskron und Sommeregg".
In der zweiten Hälfte des 16. Jahrhunderts waren Mathes Heidenreich und Kristoph Heidenreich, der Erbauer von Schloss Pöllan, Pfleger der Herrschaft Sommeregg. Die Khevenhüller waren bis 1628 Eigentümer der Burg und Herrschaft, die sie am 4. Mai an den wohlsituierten Handelsherren Hans Wittmann für 110.000 Gulden verkauften.

### Grafen Lodron
Hans Wittmann war bis 1651 Eigentümer der Burg Sommeregg, die in diesem Jahr in den Besitz der Gräfin Katharina von Lodron überging. Bis zu diesem Zeitpunkt wurde Sommeregg als landesfürstliches-habsburgisches Lehen vergeben, was sich 1652 änderte, als Burg und Herrschaft in Privatbesitz der Lodrons übergingen. Sommeregg wurde um 1700 von Georg Franz Ebenhoch von Hocheneben für die Familie Lodron verwaltet, und verblieb bis 1932 in deren Familienbesitz. Durch die Bauernbefreiung des Jahres 1848 hatte Schloss Sommeregg seine Funktion als Zentrum einer Grundherrschaft, deren Abgaben und Dienstleistungen verloren und geriet zunehmend in Verfall, wurde aber bewohnt.

### Eigentümer im 20. Jahrhundert
In den Jahren 1933 und 1935 beschädigten Stürme das Dach des Schlosses schwer. 1969 erwarben Elfi und Andreas Egger die fast zur Ruine verfallene Burg von einer Baronin Rosenberg de la Marre, renovierten und restaurierten die Burg und betrieben dort ein Restaurant. 1992 verkauften sie Sommeregg an die Familie Riegler. Seit 1997 finden jährlich im August Ritterspiele statt.

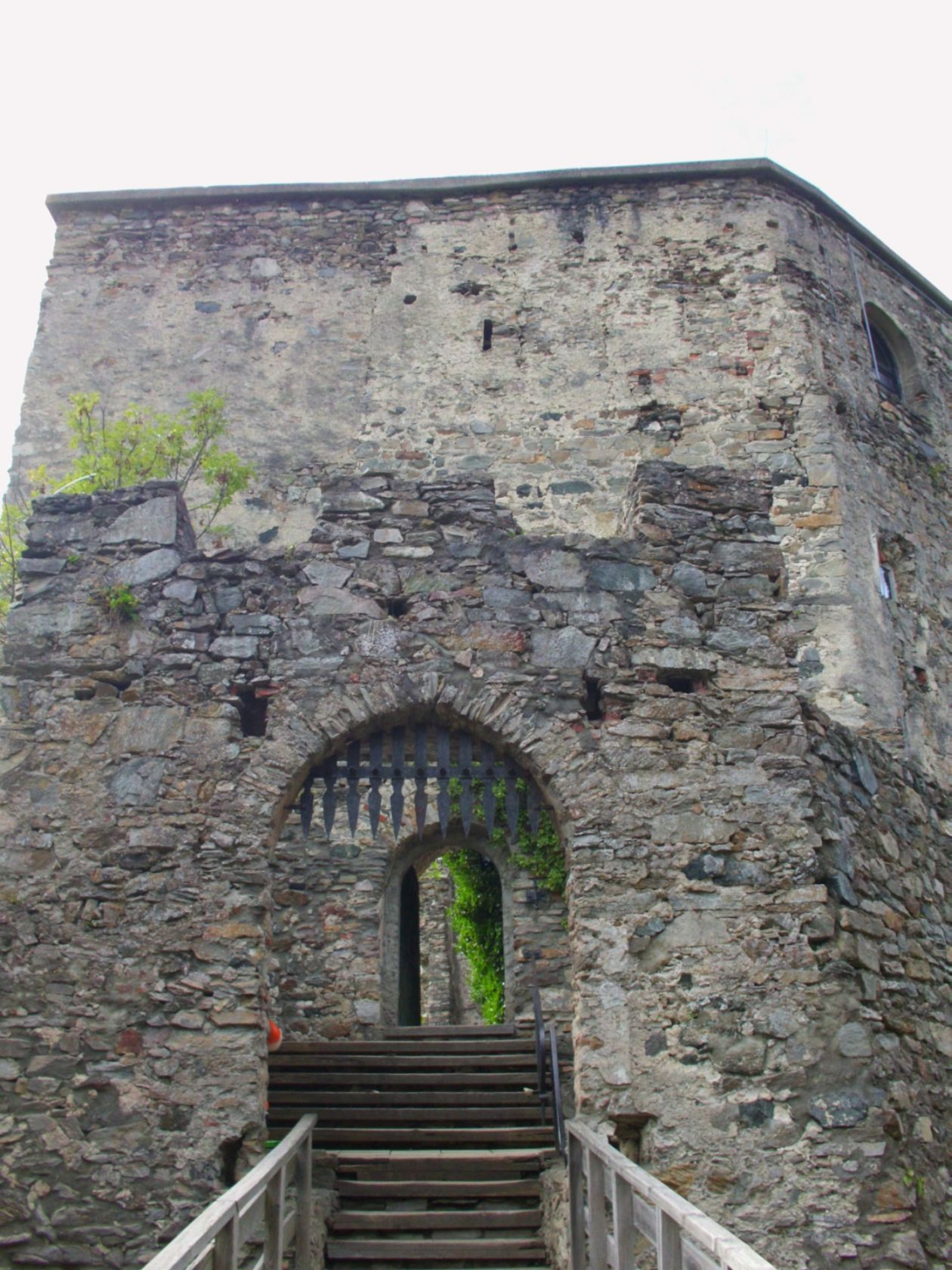
Burgtor mit Fallgitter (2013)

## Freizeitangebot auf Sommeregg
Gegenwärtig befindet sich im unteren Stockwerk und auf den Terrassen ein Restaurant. Im Obergeschoss ist ein Foltermuseum eingerichtet, von dem die Betreiber sagen, es sei das größte dieser Art in Mitteleuropa. Die von Amnesty International unterstützte Einrichtung stellt Repliken alter Folterinstrumente aus den Zeiten von Mittelalter und der Inquisition (Daumenschrauben, Streckbänke, Spanische Stiefel, Nagelstühle, Pranger etc.) aus, macht jedoch auch auf die momentane Situation und den Kampf gegen die Folter als Mittel der "Wahrheitsfindung" mit rund 70 originalgetreu nachgebauten Exponaten aufmerksam. Einer der letzten Hexenprozesse in Kärnten nahm auf Burg Sommeregg seinen Ausgang. 1653 wurde der Wettermacher von Matzelsdorf, Kaspar Haintz, wegen Wettermacherei in Gmünd in Kärnten geköpft, nachdem er 114 Fragen unter Folter positiv beantwortet hatte.
Drei Wochen lang im August finden im eigens errichteten Mittelalterdorf Ritterfestspiele statt.
Die Dachfläche oberhalb des Foltermuseums ist über eine hölzerne Außentreppe als Aussichtsplattform zugänglich und bietet einen sehr guten Rundblick, der bei guter Sicht bis zum Dobratsch und den Karawanken im Südosten reicht.

## Besitz- und Verwaltungsgeschichte

### Landesherren als Eigentümer und Lehenempfänger als Burggrafen der Burg und Herrschaft bis 1652
| Zeitspanne | Landesherr           | Lehensinhaber (Burggrafen, Kastellane) |
| ---------- | -------------------- | --- |
| 1187–1418  | Grafen von Ortenburg | bis 1338 Sommeregger, dann von Treffen, Steierberger, Maltteiner, von Katsch, Hallegger (von Hallegg)                                                  |
| 1418–1456  | Grafen von Cilli     | Herren von Hallegg und ab 1442 deren Erben die Herren von Graben                                                                                       |
| 1456–1652  | Habsburger           | Herren von Graben und ab 1536 deren Erben die Freiherren von Rain, Grafen Khevenhüller (ab 1550), Hans Wittmann (ab 1628), Grafen von Lodron (ab 1650) |

### In Privatbesitz

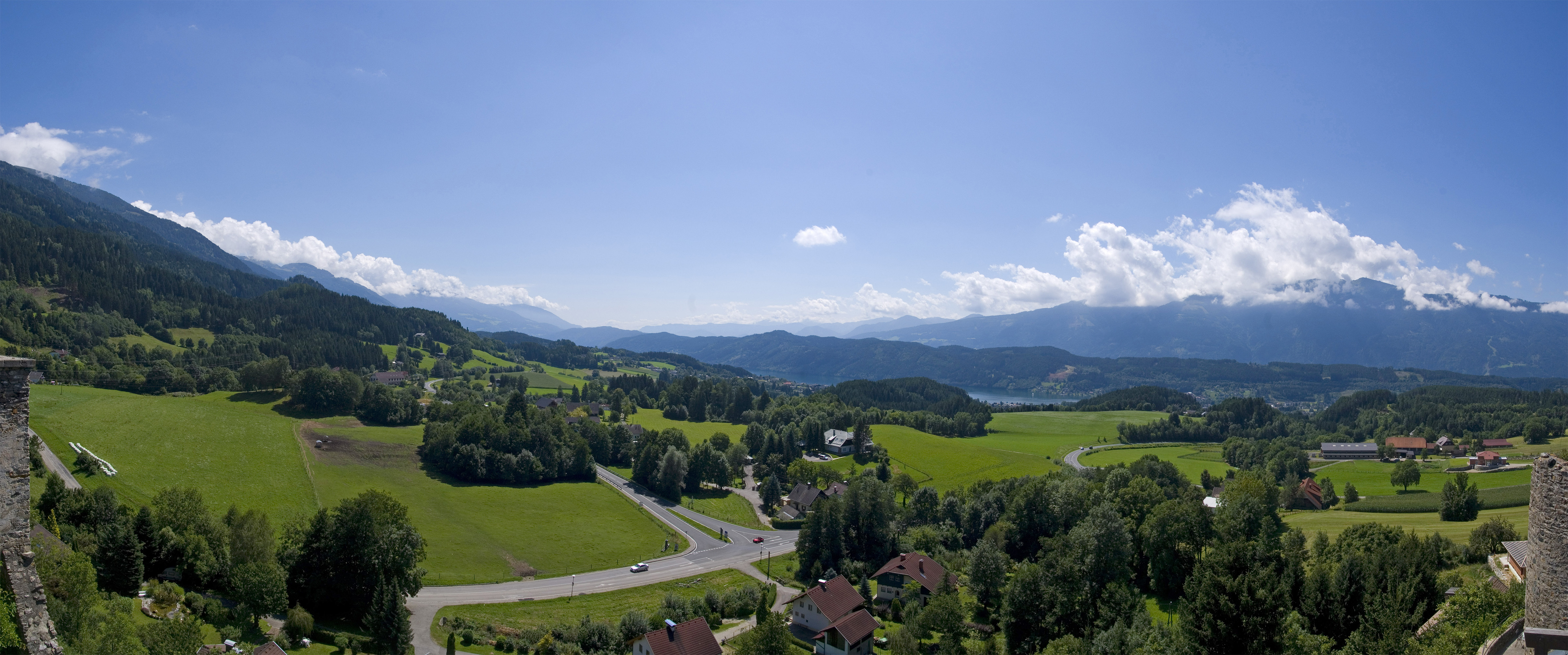
Panoramablick gegen Südosten über Millstätter Berg, Millstätter See bis zum 31 km entfernten, wolkenverhüllten Dobratsch.

| 1652–1932 | Lodron                                                             |
| 1932–1940 | Josef Penker                                                       |
| 1940–1969 | Josef Riebler / Tochter Helene verh. Baronin Rosenberg de la Marre |
| 1969–1992 | Familie Elfi / Andreas Egger                                       |
| 1992–     | Familie Riegler                                                    |